# Marianne Dickerson
Marianne Dickerson (ur. 14 listopada 1960 w St. Joseph, zm. 14 października 2015) – amerykańska lekkoatletka specjalizująca się w biegach długodystansowych, przede wszystkim w maratonie.
Największy sukces w karierze odniosła w 1983 r. w Helsinkach, zdobywając srebrny medal mistrzostw świata w biegu maratońskim (z czasem 2:31:09; za Grete Waitz). W 1988 r. zwyciężyła w maratonie w Baltimore (z czasem 2:41:05).
Rekord życiowy w biegu maratońskim: 2:31:09 – Helsinki 07/08/1983.